# Taekwondo na letních olympijských hrách
Taekwondo je na letních olympijských hrách od roku 2000, v letech 1988 a 1992 bylo jako ukázkový sport na LOH v Soulu a Barceloně.

## Formát soutěže
Pro každou váhovou kategorii se postupuje přes vyřazovací pavouk turnaje. Národní olympijský výbor může poslat maximálně dva muže a dvě ženy a to bez ohledu, zda je to hostitelská země.

## Přehled
| Disciplína                | 2000 | 2004 | 2008 | 2012 | 2016 | 2020 | Rok |
| ------------------------- | ---- | ---- | ---- | ---- | ---- | ---- | --- |
| Muži - Muší váha          | •    | •    | •    | •    | •    | •    | 6   |
| Muži - Pérová váha        | •    | •    | •    | •    | •    | •    | 6   |
| Muži - Welterová váha     | •    | •    | •    | •    | •    | •    | 6   |
| Muži - Těžká váha         | •    | •    | •    | •    | •    | •    | 6   |
| Ženy - Muší váha          | •    | •    | •    | •    | •    | •    | 6   |
| Ženy - Lehká váha         | •    | •    | •    | •    | •    | •    | 6   |
| Ženy - Lehká střední váha | •    | •    | •    | •    | •    | •    | 6   |
| Ženy - Těžká váha         | •    | •    | •    | •    | •    | •    | 6   |
|                           |      |      |      |      |      |      |     |
| Celkový přehled           | 8    | 8    | 8    | 8    | 8    | 8    | 8   |